# أزمة هجليج
كانت أزمة هجليج حربًا قصيرة بين السودان وجنوب السودان في عام 2013 حول المناطق الغنية بالنفط بين أراضي ولاية «الوحدة» في جنوب السودان و «جنوب كردفان» في السودان. اجتاحت دولة جنوب السودان واحتلت لفترة قصيرة بلدة هجليج الحدودية الصغيرة قبل أن يطردها الجيش السوداني. واستمرت الاشتباكات الصغيرة إلى أن تم التوقيع على اتفاق بشأن الحدود والموارد الطبيعية في 26 سبتمبر، الذي حل معظم جوانب الصراع.

## خلفيّة
سبق استقلال جنوب السودان حربين أهليتين، من عام 1955 إلى عام 1972، ومن عام 1983 إلى عام 2005، حيث قتل 2.5 مليون إنسان وتشرد أكثر من 5 ملايين آخرين خارجيًّا. وشهدت العلاقات بين الدولتين صراعًا حول خط أنابيب نفط النيل الأكبر ومنطقة أبيي المُتنازع عليها، على الرغم من أن السودان كانت أول دولة تعترف بجنوب السودان. في يناير 2012، أغلقت جنوب السودان جميع حقول النفط الخاصة بها بسبب خلاف على الرسوم التي طلبتها السودان لنفل النفط.
وفي مايو 2011، أفادت التقارير بأن السودان سيطر على منطقة أبيي، وهي منطقة حدودية متنازع عليها غنية بالنفط، بقوة قوامها حوالي 500 جندي بعد ثلاثة أيام من الاشتباكات مع قوات جنوب السودان. وكان العامل الذي أشعل الأزمة هو نصب كمين على يد قوات الجنوب قتل فيه 22 جنديًّا من الشمال. واشتمل التقدم الشمالي على قصف مدفعي وجوي وعدة دبابات. وأشارت التقارير الأولية إلى هروب أكثر من 20 ألف شخص. وأعلنت حكومة جنوب السودان المؤقتة ذلك بأنه «عمل من أعمال الحرب» وأرسلت الأمم المتحدة مبعوثًا إلى الخرطوم في العاصمة السودانية للتدخل. تقول جنوب السودان أنها سحبت قواتها من أبيي. وتم التوصل إلى إتفاق بشأن التسليح في 20 يونيو 2011. نشرت قوة الأمم المتحدة الأمنية المؤقتة لأبيي، والتي تألفت من قوات إثيوبية، بموجب قرار صادر عن مجلس الأمن في 27 يونيو 2011. في أوائل ديسمبر 2011، احتلت القوات السودانية مدينة جاو الواقعة في ولاية الوحدة في جنوب السودان. في أوائل مارس 2012 قصفت القوات الجوية السودانية أجزاء من مقاطعة باريانغ.
وتتهم كل دولة الأخرى بدعم المتمردين على أراضيها كجزء من النزاع الداخلي الدائر في السودان وجنوب السودان.

## أحداث

### 26-28 مارس، طرد الجنوب سودانيين من هجليج
في 26 مارس، ادعت جمهورية السودان أن جنوب السودان هاجمت حقل نفط هغليج (الذي تسمّيه جنوب السودان ببانثو)، الواقع في ولاية جنوب كردفان السودانية، في حين تدعي جنوب السودان أنها تتصرف دفاعًا عن النفس بعد هجوم حصل على أراضيها. ودُعم هجوم جنوب السودان من قبل مجموعة حركة العدل والمساواة المتمردة السودانية، والتي شنت هجومًا من ولاية الوحدة. وفي اليوم التالي، 27 مارس، شنت القوات الجوية السودانية غارة بالقنابل على حقل نفط الوحدة في ولاية الوحدة في جنوب السودان، الواقع شمال عاصمة الولاية، بنتيو. وفي وقت لاحق، هاجم الجيش السوداني مناطق جاو وبان أكواخ وتسوين المتنازع عليها، ولكن صده الجيش الشعبي لتحرير جنوب السودان.
قصفت المدفعية من الجانب الشمالي من الحدود مواقع مدفعية جنوب السودان على بعد 20 كيلومترا شمال بانتيو، والتي كانت متورطة في قصف هيغليج. وأكد وزير الإعلام في جمهورية السودان، عبد الله علي مسار، أن جنوب السودان توغل لمسافة 10 كيلومترات داخل الأراضي السودانية، ولكنه ادعى أيضا أن القوات السودانية قد صدتهم وطردتهم، وأنها أسرت العديد من السجناء.
أمرت حكومة جنوب السودان جنودها بفض الاشتباك والانسحاب من المنطقة المتنازع عليها في 28 مارس. وكانت جثث القتلى والسيارات المدمرة متواجدة في هجليج، حقل النفط الذي كان موقع معارك دامية. تم التعرف على ثلاث جثث لجنود من جنوب السودان، بينما تم تدمير دبابة بالإضافة إلى 4 شاحنات صغيرة.
في 31 مارس، قصفت الطائرات الحربية السودانية مواقع القوات الجنوبية على الحدود، رغم أن مسؤولين من الشمال قالوا إنها سلاح المدفعية وليست طائرات متورطة في الهجوم.

### أوائل أبريل: جنوب السودان يستولي على هجليج
زعم جنوب السودان أنه أسقط طائرة حربية سودانية من طراز ميج-29 في 4 أبريل فوق ولاية الوحدة في جنوب السودان. وورد أن الغارات الجوية وقعت بالقرب من هجليج وأجبرت طاقم تصوير تابع لقناة الجزيرة على الاحتماء بينما قصفت الطائرات السودانية أنبوب نفط. ولم يسفر الانفجار عن سقوط ضحايا أو خسائر كبيرة. ونفت الحكومة السودانية وقوع أي قصف جوي، ووصفت الاتهامات بأنها «افتراءات» من جنوب السودان.
ووفقا لما ذكرته القوات المسلحة لجنوب السودان، تعرضت بلدة تشوين في جنوب السودان لقصف بالمدفعية والطائرات الحربية من جانب السودان في 9 أبريل. وذكرت التقارير أن لوائين من الجيش السوداني هاجما بلدة ابيمنهوم في ولاية الوحدة، التي ادعى الجنوب أنها محاولة للاستيلاء على حقول النفط. وأصيب ما لا يقل عن أربعة مدنيين في الاشتباكات، على الرغم من عدم ورود تقارير عن وقوع إصابات في صفوف العسكريين من كلا الجانبين. وقالت حكومة الجنوب أن القوات الشمالية خرقت الحدود برفقة الميليشيات، ولكنها صُدّت. اعترف متحدث عسكري سوداني لاحقا بأن الجيش السوداني هُزم خلال معركة في هجليج وأجبر على التراجع شمالًا. وكانت بعض التقارير ذكرت أن القتال اندلع بعد أن حاولت القوات السودانية استعادة نقطة حدودية فقدتها للقوات الجنوبية قبل أسبوعين. ادعى العقيد خالد الصوارمي الناطق باسم الجيش السوداني أن القوات الجنوبية سيطرت على حقول النفط في هجليج ومدينة هجليج نفسها، نظرًا لفوز جنوب السودان في معركة هجليج. وفي عملية الاستيلاء الثانية هذه على هجليج، دعمت حركة العدل والمساواة مرة أخرى الجيش الشعبي لتحرير السودان. وفي رد على القتال، حشد الرئيس ومستشاروه ميليشيا من المتطوعين وهي ماثيانغ أنيور، التي كان من المفترض أن تساعد الجيش الشعبي لتحرير السودان في محاربة السودانيين. تحولت الميليشيا فيما بعد إلى جيش خاص وصارت سيئة السمعة لارتكابها العديد من الفظائع خلال الحرب الأهلية التالية في جنوب السودان.
وقالت الحكومة السودانية في 11 إبريل إن قتالاً عنيفًا استمر على طول المناطق الحدودية المتنازع عليها، وأفادت التقارير أن الجيش السوداني يحاول استعادة السيطرة على هجليج. أعلن السودان أنه سيستغل كل الوسائل المشروعة لاستعادة حقول النفط التي سقطت في يد جنوب السودان في اليوم السابق. وقالت حكومة جنوب السودان أنهم كانوا يتخذون مواقع دفاعية ترقّبًا لهجمة سودانيّة مضادّة.
ودعا برلمانا البلدين إلى حشد قواتهما المسلحة. وبدأ السودان أيضا تعبئة عامة لقواته المسلحة عندما توغلت قوات جنوب السودان شمالًا حتى مسافة تصل إلى 70 كيلومترا داخل الأراضي السودانية، وفقا لرحمة الله محمد عثمان، وكيل وزارة الخارجية السودانية. وبعد سقوط هجليج، قالت الحكومة في الخرطوم إن قواتها قامت بتراجع تكتيكي إلى كرشانة، ورغم أنها قاومت مقاومة قوية، إلا أنها لم تتمكن من التغلب على «القوات الضخمة الجيدة التجهيز» التي هاجمت المنطقة. وورد أن القوات السودانية تقوم بإعادة تجميع صفوفها وتستعد لمحاولة استعادة هجليج. هاجمت مجموعة متمردي الجبهة الثورية السودانية الجيش السوداني في كرشانة، حيث تراجعوا بعد اشتباكات مع جيش جنوب السودان.
وأعلن نائب رئيس السودان الحاج آدم رسميا أن هناك حالة حرب قائمة بين البلدين في وقت متأخر من يوم 11 أبريل، وأعلن أن جميع المفاوضات بين البلدين معلقة. وفي اليوم التالي، قصفت القوات الجوية السودانية بنتيو عاصمة ولاية الوحدة في محاولة لتدمير جسر استراتيجي باستخدام طائرة نقل من طراز أنتونوف أن-26 تحولت إلى قاذفة قنابل بديلة، مما أسفر عن مقتل جندي من جنوب السودان.

### منتصف أبريل: هجوم سوداني مضاد
بدأت قوات جنوب السودان في تعزيز مواقعها في هجليج في 13 أبريل، في حين واصل السودان تعبئة قواته. وذكرت حكومة جنوب السودان أن الخطوط الأمامية ظلت ثابتة خلال النهار. ادعت القوات السودانية انها تتقدم إلى هجليج وأنه سيتم التعامل مع الوضع «خلال ساعات». قال متحدث باسم الحكومة السودانية أن جيشها كان على مشارف هجليج، في حين قالت حكومة جنوب السودان أنها ستدافع عن نفسها إذا تعرضت لهجوم. وأضاف المتحدث باسم الحكومة السودانية أيضا أن جنوب السودان فشل في السيطرة على «كامل ولاية جنوب كردفان». أثناء صلاة الجمعة في 13 أبريل في السودان، قيل إن بعض الخطب كانت معادية لجنوب السودان، في حين أن البرامج التلفزيونية تضمنت ما يزعم أنه أغان جهادية ووطنية.
وقال نائب رئيس جنوب السودان ريك مشار أن محاولة سودانية لاستعادة هجليج بالقوة جرى إيقافها على بعد 30 كيلومترًا شمال البلدة. وزعم جنوب السودان أنه دمر دبابتين خلال الاشتباكات. وذكر أن القوات الجوية السودانية، باستخدام طائرتين من طراز سوخوي سو-25، قصفت جاو وباناكواخ، فضلا عن هجليج مرة أخرى، مما أدى إلى مقتل خمسة مدنيين. في 14 أبريل، واصلت قوات جنوب السودان تقدمها نحو الشمال، وصدت هجومًا مضادًّا سودانيًّا على كرشانة. تحركت القوات الجنوبية لإغلاق جميع الطرق الثلاثة إلى هجليج في 14 إبريل. كما ذكر أن معظم المنشآت في هجليج دمرت خلال القتال.
وفي 20 أبريل أعلن الجيش السوداني تحرير هجليج ، بينما ادعت قوات جنوب السودان انها انسحبت من المنطقة.